# Patera de Žemaitė
Žemaite Patera
Pour les articles homonymes, voir Žemaitė.
La patera de Žemaitė (désignation internationale : Žemaite Patera) est une patera située sur Vénus dans le quadrangle d'Helen Planitia. Elle a été nommée en référence à Julija Beniuševičiūtė-Žymantienė, écrivaine lituanienne (1845–1921).